# Алкалаев-Калагеоргий, Иван Николаевич
Ива́н Никола́евич Алкала́ев-Калагео́ргий (1848 — 1918) — генерал-майор Русской императорской армии, в 1876—1893 годах — офицер, ротный командир и преподаватель Александровского военного училища; участник Русско-японской войны.

## Биография
Родился в Киевской губернии, православного вероисповедания. Отец — Николай Авраамович Калагеоргий-Алкалаев, дворянин Киевской губернии греческого происхождения, троюродный брат екатеринославского губернатора И. Х. Калегеорги; мать (вторая жена Николая Авраамовича) — Анна Петровна Митюкова. Родной брат — Николай Николаевич Алкалаев-Калагеоргий (1852 — ?), офицер Русской императорской армии, 23 марта 1907 года произведенный в полковники с увольнением от службы; единокровный брат — полковник К. Н. Алкалаев-Калагеоргий.

### Военная служба
В 1864 году, по окончании с отличием курса Владимирского Киевского кадетского корпуса, Иван Николаевич Алкалаев-Калагеоргий вступил в военную службу в Москве юнкером 3-го военного Александровского училища. В августе 1866 года окончил военное училище по 1-му разряду, «с наименованием отличнейшим». Был произведен из портупей-юнкеров в подпоручики и назначен в 9-й стрелковый батальон (Жмеринка, Подольская губерния).

#### Прохождение службы
- С 8 августа 1866 — в 9-м стрелковом батальоне.
- С 28 ноября 1870 — в прикомандировании к Чугуевскому пехотному юнкерскому училищу.
- С 18 ноября 1876 — в прикомандировании к 3-му военному Александровскому училищу: сначала был на должности младшего офицера, затем, с октября 1880 года, — командиром роты Его Величества; преподавал также военную администрацию. 27 января 1879 года был переведен в Лейб-гвардии 1-й стрелковый Его Величества батальон, с оставлением при Александровском военном училище.
- С 28 марта 1893 по 10 марта 1894 — был в отставке; числился в запасе гвардейской пехоты[2].
- С 10 марта 1894 — командующий Коротоякским резервным батальоном[3] (Воронеж).
- С 23 марта 1898 — командир 1-го Новогеоргиевского крепостного пехотного полка[4].
- С 22 марта 1904 — командир 2-й бригады 8-й Восточно-Сибирской стрелковой дивизии[5] (Владивостокская крепость); участник русско-японской войны.
- 11 августа 1906 — уволен от службы по домашним обстоятельствам[6].

В 1918 году проживал в Москве, скончался 4 октября (21 сентября, ст. ст.) того же года.

#### Чины
- 1866 — подпоручик (ВП от 08.08.1866)
- 1870 — поручик (25.11.1870)
- 1874 — штабс-капитан (ВП от 30.03.1874)
- 1877 — капитан (ВП от 05.04.1877)
- 1879 — штабс-капитан гвардии (ВП от 27.01.1879)
- 1888 — капитан гвардии (ВП от 24.04.1888, на вакансию)
- 1893 — полковник (ВП от 28.03.1893)
- 1904 — генерал-майор (Дополнение к ВП от 22.02.1904)

## Награды

### Чины
- Капитан (1877), — За отличие по службе
- Генерал-майор (1904), — За отличие по службе

### Ордена
- Орден Святого Станислава III степени (1873)
- Орден Святой Анны III степени (1882)
- Орден Святого Станислава II степени (1885)
- Орден Святой Анны II степени (ВП от 30.08.1888)
- Орден Святого Владимира IV степени (1891)
- Орден Святого Владимира III степени (ВП от 14.05.1896)
- Орден Святого Станислава I степени (ВП от 17.05.1906), — За отлично-усердную службу и труды, понесённые во время военных действий

### Медали
- тёмно-бронзовая медаль «В память коронации императора Александра III» (1883)
- серебряная медаль «В память царствования императора Александра III» (1896)
- светло-бронзовая медаль «В память русско-японской войны» (1906)

### Знаки
- вензелевое изображение имени почившего Государя Императора Александра II

## Семья
Жена — Анна Петровна Ладыгина. Трое детей.

## В художественной литературе
И. Н. Алкалаев-Калагеоргий упоминается у А. И. Куприна в романе «Юнкера» как носитель прозвища Хухрик:
…с этим прозвищем была связана маленькая легенда. Однажды батальон Александровского училища на пробном манёвре совершал очень длинный и тяжелый переход. <…>
Наконец-то долгожданный привал. «Стой. Составь ружья. Оправиться!» — раздаётся в голове колонны команда и передаётся из роты в роту. Богатая подмосковная деревня. Зелень садов и огородов, освежающая близость воды. Крестьянские бабы и девушки высыпают на улицу и смеются. <…>
— И как это вы, бедные солдатики, страдаете? Жарища-то, смотри, кака адова, а вы в своей кислой шерсти, и ружья у вас аки тяжеленные. Нам не вподъем. На-ко, на-ко, солдатик, возьми ещё яблочко, полегче станет.
Конечно, эта ласка и «жаль» относилась большей частью к юнкерам первой роты, которые оказывались и ростом поприметнее и наружностью покраше. Но командир её Алкалаев почему-то вознегодовал и вскипел. Неизвестно, что нашёл он предосудительного в свободном ласковом обращении веселых юнкеров и развязных крестьянок на открытом воздухе, под пылающим небом: нарушение ли какого-нибудь параграфа военного устава или порчу моральных устоев? Но он защетинился и забубнил:
— Сейчас же по местам, юнкера. К винтовкам. Стоять вольно-а, рядов не разравнивать!
— Таратов, чему вы смеётесь? Лишнее дневальство! Фельдфебель, запишите!
Потом он накинулся было на ошалевших крестьянок.
— Чего вы тут столпились? Чего не видали? Это вам не балаган. Идите по своим делам, а в чужие дела нечего вам соваться. Ну, живо, кыш-кыш-кыш!
Но тут сразу взъерепенилась крепкая, красивая, румяная сквозь веснушки, языкатая бабёнка:

— А тебе что нужно? Ты нам что за генерал? Тоже кышкает на нас, как на кур! Ишь ты, хухрик несчастный! — И пошла, и пошла… до тех пор, пока Алкалаев не обратился в позорное бегство.